# Абдулла, Абдулла
Абдулла Абдулла (дари عبدالله عبدالله род. 5 сентября 1960 года, Кабул, Афганистан) — афганский политический деятель, министр иностранных дел Афганистана (2001—2006). С 29 сентября 2014 года по 11 марта 2020 года — глава правительства Исламской Республики Афганистан[en].

## Биография
Родился в Кабуле в таджикской семье, имел 7 сестёр и 2 братьев.
Окончил кабульскую гимназию «Надира», в 1984 году — медицинский факультет Кабульского университета. Работал в госпитале для беженцев в Пешаваре. В период с 1986 по 1992 годы работал главным врачом моджахедов в Панджшерском ущелье, начальником управления здравоохранения на территориях, контролируемых полевым командиром Ахмад Шах Масудом и «Северным Альянсом». В 1992 году вернулся из Пакистана на родину.
В 2009 году стал кандидатом от оппозиции на президентских выборах. В первом туре выборов занял второе место, набрав 30,59 процентов голосов, уступив первое место Хамиду Карзаю, являвшемуся на тот момент действующим президентом страны. Незадолго до второго тура объявил о выходе из предвыборной гонки, и президентом стал Хамид Карзай.
В 2014 году вновь выставил свою кандидатуру на президентских выборах, по итогам первого тура, прошедшего 5 апреля, занял первое место, получив 41,89 процентов голосов, обогнав своего главного конкурента Ашрафа Гани. По итогам второго тура он проиграл Ашрафу Гани, но не признал результаты выборов. Тем не менее, в сентябре 2014 года оба соперника заключили соглашение, по которому пост президента займёт Гани, а Абдулла сможет назначить своих сторонников на ряд государственных постов. В 2019-м году снова стал главным оппонентом Гани на президентских выборах. Сначала заявлял о фальсификации результатов голосования, однако после переговоров с Гани согласился с его победой.
26 августа 2021 года захватившее власть в Афганистане движение «Талибан» поместило под домашний арест Абдуллу Абдуллу и бывшего президента страны Хамида Карзая.

## Награды
- Юбилейная медаль «25 лет независимости Республики Казахстан» (2017)[8].